# Powiat Fürstenfeld
Powiat Fürstenfeld (niem. Bezirk Fürstenfeld) – dawny powiat w Austrii, najmniejszy w kraju związkowym Styria (nie licząc Grazu). Siedziba znajdowała się w Fürstenfeld. W 2013 roku powiat został zlikwidowany i wraz z powiatem Hartberg wszedł w skład nowo utworzonego powiatu Hartberg-Fürstenfeld.

## Geografia
Powiat graniczył z powiatami: na północy Hartberg, wschodzie Jennersdorf (w Burgenlandzie), na południu Feldbach, zachodzie Weiz.
Największymi rzekami przepływającymi przez teren powiatu były Lafnitz i Feistritz.

## Demografia
| Rok  | Liczba mieszkańców |
| ---- | ------------------ |
| 1981 | 22 272             |
| 1991 | 22 293             |
| 2001 | 23001              |

## Miasta i gminy
Powiat podzielony był na 14 gmin, wliczając w to miasto i 2 gminy targowe.
| Miasta 1. Fürstenfeld Gminy targowe 1. Burgau 2. Ilz | Gminy 1. Altenmarkt bei Fürstenfeld 2. Bad Blumau 3. Großsteinbach 4. Großwilfersdorf 5. Hainersdorf 6. Loipersdorf bei Fürstenfeld 7. Nestelbach im Ilztal 8. Ottendorf an der Rittschein 9. Söchau 10. Stein 11. Übersbach |

## Transport
Przez powiat przebiegała autostrada A2, droga krajowa B65 (Gleisdorfer Straße) oraz linia kolejowa Wiener Neustadt-Fehring.